# Pontogammarus aestuarius
Pontogammarus aestuarius is een vlokreeftensoort uit de familie van de Pontogammaridae. De wetenschappelijke naam van de soort is voor het eerst geldig gepubliceerd in 1924 door Derzhavin.